# Nikolaï Grigoriev
Pour les articles homonymes, voir Grigoriev.
Nikolaï Dimitrievitch Grigoriev est un joueur d'échecs et compositeur d'études soviétique né le 14 août 1895 et mort 10 novembre 1938 à Moscou.

## Biographie et carrière
Nikolaï Grigoriev naquit en 1895 à Moscou.
Mobilisé au front en 1917, pendant la première guerre mondiale, il fut blessé et revint malade.
Grigoriev remporta le championnat d'échecs de Moscou en 1921-1922, 1922-1923, 1924 et 1929 (match).
Il termina cinquième ex-æquo du premier championnat d'URSS 1920, qu'il contribua à organiser et huitième en 1927.
En octobre 1937, quand Grigoriev revint de Sibérie, il fut arrêté dans le train par le NKVD. Il perdit conscience et les complications de sa maladie le forcèrent à rester au lit. Très affaibli, il mourut d'un cancer.
Dans le domaine des études d'échecs, Grigoriev est connu pour ses études de finales de pions.
Grigoriev fut correspondant de la revue Izvestia de 1922 à 1933.

## Exemples d'études de finales de pions
|   | a | b | c | d | e | f | g | h |   |
| 8 | Roi blanc sur case blanche g8 · Pion noir sur case blanche a6 · Pion noir sur case noire b6 · Pion noir sur case noire h6 · Roi noir sur case noire h4 · Pion blanc sur case blanche d3 · Pion blanc sur case noire e3 | Roi blanc sur case blanche g8 · Pion noir sur case blanche a6 · Pion noir sur case noire b6 · Pion noir sur case noire h6 · Roi noir sur case noire h4 · Pion blanc sur case blanche d3 · Pion blanc sur case noire e3 | Roi blanc sur case blanche g8 · Pion noir sur case blanche a6 · Pion noir sur case noire b6 · Pion noir sur case noire h6 · Roi noir sur case noire h4 · Pion blanc sur case blanche d3 · Pion blanc sur case noire e3 | Roi blanc sur case blanche g8 · Pion noir sur case blanche a6 · Pion noir sur case noire b6 · Pion noir sur case noire h6 · Roi noir sur case noire h4 · Pion blanc sur case blanche d3 · Pion blanc sur case noire e3 | Roi blanc sur case blanche g8 · Pion noir sur case blanche a6 · Pion noir sur case noire b6 · Pion noir sur case noire h6 · Roi noir sur case noire h4 · Pion blanc sur case blanche d3 · Pion blanc sur case noire e3 | Roi blanc sur case blanche g8 · Pion noir sur case blanche a6 · Pion noir sur case noire b6 · Pion noir sur case noire h6 · Roi noir sur case noire h4 · Pion blanc sur case blanche d3 · Pion blanc sur case noire e3 | Roi blanc sur case blanche g8 · Pion noir sur case blanche a6 · Pion noir sur case noire b6 · Pion noir sur case noire h6 · Roi noir sur case noire h4 · Pion blanc sur case blanche d3 · Pion blanc sur case noire e3 | Roi blanc sur case blanche g8 · Pion noir sur case blanche a6 · Pion noir sur case noire b6 · Pion noir sur case noire h6 · Roi noir sur case noire h4 · Pion blanc sur case blanche d3 · Pion blanc sur case noire e3 | 8 |
| 7 | Roi blanc sur case blanche g8 · Pion noir sur case blanche a6 · Pion noir sur case noire b6 · Pion noir sur case noire h6 · Roi noir sur case noire h4 · Pion blanc sur case blanche d3 · Pion blanc sur case noire e3 | Roi blanc sur case blanche g8 · Pion noir sur case blanche a6 · Pion noir sur case noire b6 · Pion noir sur case noire h6 · Roi noir sur case noire h4 · Pion blanc sur case blanche d3 · Pion blanc sur case noire e3 | Roi blanc sur case blanche g8 · Pion noir sur case blanche a6 · Pion noir sur case noire b6 · Pion noir sur case noire h6 · Roi noir sur case noire h4 · Pion blanc sur case blanche d3 · Pion blanc sur case noire e3 | Roi blanc sur case blanche g8 · Pion noir sur case blanche a6 · Pion noir sur case noire b6 · Pion noir sur case noire h6 · Roi noir sur case noire h4 · Pion blanc sur case blanche d3 · Pion blanc sur case noire e3 | Roi blanc sur case blanche g8 · Pion noir sur case blanche a6 · Pion noir sur case noire b6 · Pion noir sur case noire h6 · Roi noir sur case noire h4 · Pion blanc sur case blanche d3 · Pion blanc sur case noire e3 | Roi blanc sur case blanche g8 · Pion noir sur case blanche a6 · Pion noir sur case noire b6 · Pion noir sur case noire h6 · Roi noir sur case noire h4 · Pion blanc sur case blanche d3 · Pion blanc sur case noire e3 | Roi blanc sur case blanche g8 · Pion noir sur case blanche a6 · Pion noir sur case noire b6 · Pion noir sur case noire h6 · Roi noir sur case noire h4 · Pion blanc sur case blanche d3 · Pion blanc sur case noire e3 | Roi blanc sur case blanche g8 · Pion noir sur case blanche a6 · Pion noir sur case noire b6 · Pion noir sur case noire h6 · Roi noir sur case noire h4 · Pion blanc sur case blanche d3 · Pion blanc sur case noire e3 | 7 |
| 6 | Roi blanc sur case blanche g8 · Pion noir sur case blanche a6 · Pion noir sur case noire b6 · Pion noir sur case noire h6 · Roi noir sur case noire h4 · Pion blanc sur case blanche d3 · Pion blanc sur case noire e3 | Roi blanc sur case blanche g8 · Pion noir sur case blanche a6 · Pion noir sur case noire b6 · Pion noir sur case noire h6 · Roi noir sur case noire h4 · Pion blanc sur case blanche d3 · Pion blanc sur case noire e3 | Roi blanc sur case blanche g8 · Pion noir sur case blanche a6 · Pion noir sur case noire b6 · Pion noir sur case noire h6 · Roi noir sur case noire h4 · Pion blanc sur case blanche d3 · Pion blanc sur case noire e3 | Roi blanc sur case blanche g8 · Pion noir sur case blanche a6 · Pion noir sur case noire b6 · Pion noir sur case noire h6 · Roi noir sur case noire h4 · Pion blanc sur case blanche d3 · Pion blanc sur case noire e3 | Roi blanc sur case blanche g8 · Pion noir sur case blanche a6 · Pion noir sur case noire b6 · Pion noir sur case noire h6 · Roi noir sur case noire h4 · Pion blanc sur case blanche d3 · Pion blanc sur case noire e3 | Roi blanc sur case blanche g8 · Pion noir sur case blanche a6 · Pion noir sur case noire b6 · Pion noir sur case noire h6 · Roi noir sur case noire h4 · Pion blanc sur case blanche d3 · Pion blanc sur case noire e3 | Roi blanc sur case blanche g8 · Pion noir sur case blanche a6 · Pion noir sur case noire b6 · Pion noir sur case noire h6 · Roi noir sur case noire h4 · Pion blanc sur case blanche d3 · Pion blanc sur case noire e3 | Roi blanc sur case blanche g8 · Pion noir sur case blanche a6 · Pion noir sur case noire b6 · Pion noir sur case noire h6 · Roi noir sur case noire h4 · Pion blanc sur case blanche d3 · Pion blanc sur case noire e3 | 6 |
| 5 | Roi blanc sur case blanche g8 · Pion noir sur case blanche a6 · Pion noir sur case noire b6 · Pion noir sur case noire h6 · Roi noir sur case noire h4 · Pion blanc sur case blanche d3 · Pion blanc sur case noire e3 | Roi blanc sur case blanche g8 · Pion noir sur case blanche a6 · Pion noir sur case noire b6 · Pion noir sur case noire h6 · Roi noir sur case noire h4 · Pion blanc sur case blanche d3 · Pion blanc sur case noire e3 | Roi blanc sur case blanche g8 · Pion noir sur case blanche a6 · Pion noir sur case noire b6 · Pion noir sur case noire h6 · Roi noir sur case noire h4 · Pion blanc sur case blanche d3 · Pion blanc sur case noire e3 | Roi blanc sur case blanche g8 · Pion noir sur case blanche a6 · Pion noir sur case noire b6 · Pion noir sur case noire h6 · Roi noir sur case noire h4 · Pion blanc sur case blanche d3 · Pion blanc sur case noire e3 | Roi blanc sur case blanche g8 · Pion noir sur case blanche a6 · Pion noir sur case noire b6 · Pion noir sur case noire h6 · Roi noir sur case noire h4 · Pion blanc sur case blanche d3 · Pion blanc sur case noire e3 | Roi blanc sur case blanche g8 · Pion noir sur case blanche a6 · Pion noir sur case noire b6 · Pion noir sur case noire h6 · Roi noir sur case noire h4 · Pion blanc sur case blanche d3 · Pion blanc sur case noire e3 | Roi blanc sur case blanche g8 · Pion noir sur case blanche a6 · Pion noir sur case noire b6 · Pion noir sur case noire h6 · Roi noir sur case noire h4 · Pion blanc sur case blanche d3 · Pion blanc sur case noire e3 | Roi blanc sur case blanche g8 · Pion noir sur case blanche a6 · Pion noir sur case noire b6 · Pion noir sur case noire h6 · Roi noir sur case noire h4 · Pion blanc sur case blanche d3 · Pion blanc sur case noire e3 | 5 |
| 4 | Roi blanc sur case blanche g8 · Pion noir sur case blanche a6 · Pion noir sur case noire b6 · Pion noir sur case noire h6 · Roi noir sur case noire h4 · Pion blanc sur case blanche d3 · Pion blanc sur case noire e3 | Roi blanc sur case blanche g8 · Pion noir sur case blanche a6 · Pion noir sur case noire b6 · Pion noir sur case noire h6 · Roi noir sur case noire h4 · Pion blanc sur case blanche d3 · Pion blanc sur case noire e3 | Roi blanc sur case blanche g8 · Pion noir sur case blanche a6 · Pion noir sur case noire b6 · Pion noir sur case noire h6 · Roi noir sur case noire h4 · Pion blanc sur case blanche d3 · Pion blanc sur case noire e3 | Roi blanc sur case blanche g8 · Pion noir sur case blanche a6 · Pion noir sur case noire b6 · Pion noir sur case noire h6 · Roi noir sur case noire h4 · Pion blanc sur case blanche d3 · Pion blanc sur case noire e3 | Roi blanc sur case blanche g8 · Pion noir sur case blanche a6 · Pion noir sur case noire b6 · Pion noir sur case noire h6 · Roi noir sur case noire h4 · Pion blanc sur case blanche d3 · Pion blanc sur case noire e3 | Roi blanc sur case blanche g8 · Pion noir sur case blanche a6 · Pion noir sur case noire b6 · Pion noir sur case noire h6 · Roi noir sur case noire h4 · Pion blanc sur case blanche d3 · Pion blanc sur case noire e3 | Roi blanc sur case blanche g8 · Pion noir sur case blanche a6 · Pion noir sur case noire b6 · Pion noir sur case noire h6 · Roi noir sur case noire h4 · Pion blanc sur case blanche d3 · Pion blanc sur case noire e3 | Roi blanc sur case blanche g8 · Pion noir sur case blanche a6 · Pion noir sur case noire b6 · Pion noir sur case noire h6 · Roi noir sur case noire h4 · Pion blanc sur case blanche d3 · Pion blanc sur case noire e3 | 4 |
| 3 | Roi blanc sur case blanche g8 · Pion noir sur case blanche a6 · Pion noir sur case noire b6 · Pion noir sur case noire h6 · Roi noir sur case noire h4 · Pion blanc sur case blanche d3 · Pion blanc sur case noire e3 | Roi blanc sur case blanche g8 · Pion noir sur case blanche a6 · Pion noir sur case noire b6 · Pion noir sur case noire h6 · Roi noir sur case noire h4 · Pion blanc sur case blanche d3 · Pion blanc sur case noire e3 | Roi blanc sur case blanche g8 · Pion noir sur case blanche a6 · Pion noir sur case noire b6 · Pion noir sur case noire h6 · Roi noir sur case noire h4 · Pion blanc sur case blanche d3 · Pion blanc sur case noire e3 | Roi blanc sur case blanche g8 · Pion noir sur case blanche a6 · Pion noir sur case noire b6 · Pion noir sur case noire h6 · Roi noir sur case noire h4 · Pion blanc sur case blanche d3 · Pion blanc sur case noire e3 | Roi blanc sur case blanche g8 · Pion noir sur case blanche a6 · Pion noir sur case noire b6 · Pion noir sur case noire h6 · Roi noir sur case noire h4 · Pion blanc sur case blanche d3 · Pion blanc sur case noire e3 | Roi blanc sur case blanche g8 · Pion noir sur case blanche a6 · Pion noir sur case noire b6 · Pion noir sur case noire h6 · Roi noir sur case noire h4 · Pion blanc sur case blanche d3 · Pion blanc sur case noire e3 | Roi blanc sur case blanche g8 · Pion noir sur case blanche a6 · Pion noir sur case noire b6 · Pion noir sur case noire h6 · Roi noir sur case noire h4 · Pion blanc sur case blanche d3 · Pion blanc sur case noire e3 | Roi blanc sur case blanche g8 · Pion noir sur case blanche a6 · Pion noir sur case noire b6 · Pion noir sur case noire h6 · Roi noir sur case noire h4 · Pion blanc sur case blanche d3 · Pion blanc sur case noire e3 | 3 |
| 2 | Roi blanc sur case blanche g8 · Pion noir sur case blanche a6 · Pion noir sur case noire b6 · Pion noir sur case noire h6 · Roi noir sur case noire h4 · Pion blanc sur case blanche d3 · Pion blanc sur case noire e3 | Roi blanc sur case blanche g8 · Pion noir sur case blanche a6 · Pion noir sur case noire b6 · Pion noir sur case noire h6 · Roi noir sur case noire h4 · Pion blanc sur case blanche d3 · Pion blanc sur case noire e3 | Roi blanc sur case blanche g8 · Pion noir sur case blanche a6 · Pion noir sur case noire b6 · Pion noir sur case noire h6 · Roi noir sur case noire h4 · Pion blanc sur case blanche d3 · Pion blanc sur case noire e3 | Roi blanc sur case blanche g8 · Pion noir sur case blanche a6 · Pion noir sur case noire b6 · Pion noir sur case noire h6 · Roi noir sur case noire h4 · Pion blanc sur case blanche d3 · Pion blanc sur case noire e3 | Roi blanc sur case blanche g8 · Pion noir sur case blanche a6 · Pion noir sur case noire b6 · Pion noir sur case noire h6 · Roi noir sur case noire h4 · Pion blanc sur case blanche d3 · Pion blanc sur case noire e3 | Roi blanc sur case blanche g8 · Pion noir sur case blanche a6 · Pion noir sur case noire b6 · Pion noir sur case noire h6 · Roi noir sur case noire h4 · Pion blanc sur case blanche d3 · Pion blanc sur case noire e3 | Roi blanc sur case blanche g8 · Pion noir sur case blanche a6 · Pion noir sur case noire b6 · Pion noir sur case noire h6 · Roi noir sur case noire h4 · Pion blanc sur case blanche d3 · Pion blanc sur case noire e3 | Roi blanc sur case blanche g8 · Pion noir sur case blanche a6 · Pion noir sur case noire b6 · Pion noir sur case noire h6 · Roi noir sur case noire h4 · Pion blanc sur case blanche d3 · Pion blanc sur case noire e3 | 2 |
| 1 | Roi blanc sur case blanche g8 · Pion noir sur case blanche a6 · Pion noir sur case noire b6 · Pion noir sur case noire h6 · Roi noir sur case noire h4 · Pion blanc sur case blanche d3 · Pion blanc sur case noire e3 | Roi blanc sur case blanche g8 · Pion noir sur case blanche a6 · Pion noir sur case noire b6 · Pion noir sur case noire h6 · Roi noir sur case noire h4 · Pion blanc sur case blanche d3 · Pion blanc sur case noire e3 | Roi blanc sur case blanche g8 · Pion noir sur case blanche a6 · Pion noir sur case noire b6 · Pion noir sur case noire h6 · Roi noir sur case noire h4 · Pion blanc sur case blanche d3 · Pion blanc sur case noire e3 | Roi blanc sur case blanche g8 · Pion noir sur case blanche a6 · Pion noir sur case noire b6 · Pion noir sur case noire h6 · Roi noir sur case noire h4 · Pion blanc sur case blanche d3 · Pion blanc sur case noire e3 | Roi blanc sur case blanche g8 · Pion noir sur case blanche a6 · Pion noir sur case noire b6 · Pion noir sur case noire h6 · Roi noir sur case noire h4 · Pion blanc sur case blanche d3 · Pion blanc sur case noire e3 | Roi blanc sur case blanche g8 · Pion noir sur case blanche a6 · Pion noir sur case noire b6 · Pion noir sur case noire h6 · Roi noir sur case noire h4 · Pion blanc sur case blanche d3 · Pion blanc sur case noire e3 | Roi blanc sur case blanche g8 · Pion noir sur case blanche a6 · Pion noir sur case noire b6 · Pion noir sur case noire h6 · Roi noir sur case noire h4 · Pion blanc sur case blanche d3 · Pion blanc sur case noire e3 | Roi blanc sur case blanche g8 · Pion noir sur case blanche a6 · Pion noir sur case noire b6 · Pion noir sur case noire h6 · Roi noir sur case noire h4 · Pion blanc sur case blanche d3 · Pion blanc sur case noire e3 | 1 |
|   | a | b | c | d | e | f | g | h |   |

|   | a | b | c | d | e | f | g | h |   |
| 8 | Pion noir sur case noire a7 · Pion noir sur case blanche d7 · Roi noir sur case noire a3 · Pion blanc sur case noire f2 · Pion blanc sur case noire h2 · Roi blanc sur case blanche h1 | Pion noir sur case noire a7 · Pion noir sur case blanche d7 · Roi noir sur case noire a3 · Pion blanc sur case noire f2 · Pion blanc sur case noire h2 · Roi blanc sur case blanche h1 | Pion noir sur case noire a7 · Pion noir sur case blanche d7 · Roi noir sur case noire a3 · Pion blanc sur case noire f2 · Pion blanc sur case noire h2 · Roi blanc sur case blanche h1 | Pion noir sur case noire a7 · Pion noir sur case blanche d7 · Roi noir sur case noire a3 · Pion blanc sur case noire f2 · Pion blanc sur case noire h2 · Roi blanc sur case blanche h1 | Pion noir sur case noire a7 · Pion noir sur case blanche d7 · Roi noir sur case noire a3 · Pion blanc sur case noire f2 · Pion blanc sur case noire h2 · Roi blanc sur case blanche h1 | Pion noir sur case noire a7 · Pion noir sur case blanche d7 · Roi noir sur case noire a3 · Pion blanc sur case noire f2 · Pion blanc sur case noire h2 · Roi blanc sur case blanche h1 | Pion noir sur case noire a7 · Pion noir sur case blanche d7 · Roi noir sur case noire a3 · Pion blanc sur case noire f2 · Pion blanc sur case noire h2 · Roi blanc sur case blanche h1 | Pion noir sur case noire a7 · Pion noir sur case blanche d7 · Roi noir sur case noire a3 · Pion blanc sur case noire f2 · Pion blanc sur case noire h2 · Roi blanc sur case blanche h1 | 8 |
| 7 | Pion noir sur case noire a7 · Pion noir sur case blanche d7 · Roi noir sur case noire a3 · Pion blanc sur case noire f2 · Pion blanc sur case noire h2 · Roi blanc sur case blanche h1 | Pion noir sur case noire a7 · Pion noir sur case blanche d7 · Roi noir sur case noire a3 · Pion blanc sur case noire f2 · Pion blanc sur case noire h2 · Roi blanc sur case blanche h1 | Pion noir sur case noire a7 · Pion noir sur case blanche d7 · Roi noir sur case noire a3 · Pion blanc sur case noire f2 · Pion blanc sur case noire h2 · Roi blanc sur case blanche h1 | Pion noir sur case noire a7 · Pion noir sur case blanche d7 · Roi noir sur case noire a3 · Pion blanc sur case noire f2 · Pion blanc sur case noire h2 · Roi blanc sur case blanche h1 | Pion noir sur case noire a7 · Pion noir sur case blanche d7 · Roi noir sur case noire a3 · Pion blanc sur case noire f2 · Pion blanc sur case noire h2 · Roi blanc sur case blanche h1 | Pion noir sur case noire a7 · Pion noir sur case blanche d7 · Roi noir sur case noire a3 · Pion blanc sur case noire f2 · Pion blanc sur case noire h2 · Roi blanc sur case blanche h1 | Pion noir sur case noire a7 · Pion noir sur case blanche d7 · Roi noir sur case noire a3 · Pion blanc sur case noire f2 · Pion blanc sur case noire h2 · Roi blanc sur case blanche h1 | Pion noir sur case noire a7 · Pion noir sur case blanche d7 · Roi noir sur case noire a3 · Pion blanc sur case noire f2 · Pion blanc sur case noire h2 · Roi blanc sur case blanche h1 | 7 |
| 6 | Pion noir sur case noire a7 · Pion noir sur case blanche d7 · Roi noir sur case noire a3 · Pion blanc sur case noire f2 · Pion blanc sur case noire h2 · Roi blanc sur case blanche h1 | Pion noir sur case noire a7 · Pion noir sur case blanche d7 · Roi noir sur case noire a3 · Pion blanc sur case noire f2 · Pion blanc sur case noire h2 · Roi blanc sur case blanche h1 | Pion noir sur case noire a7 · Pion noir sur case blanche d7 · Roi noir sur case noire a3 · Pion blanc sur case noire f2 · Pion blanc sur case noire h2 · Roi blanc sur case blanche h1 | Pion noir sur case noire a7 · Pion noir sur case blanche d7 · Roi noir sur case noire a3 · Pion blanc sur case noire f2 · Pion blanc sur case noire h2 · Roi blanc sur case blanche h1 | Pion noir sur case noire a7 · Pion noir sur case blanche d7 · Roi noir sur case noire a3 · Pion blanc sur case noire f2 · Pion blanc sur case noire h2 · Roi blanc sur case blanche h1 | Pion noir sur case noire a7 · Pion noir sur case blanche d7 · Roi noir sur case noire a3 · Pion blanc sur case noire f2 · Pion blanc sur case noire h2 · Roi blanc sur case blanche h1 | Pion noir sur case noire a7 · Pion noir sur case blanche d7 · Roi noir sur case noire a3 · Pion blanc sur case noire f2 · Pion blanc sur case noire h2 · Roi blanc sur case blanche h1 | Pion noir sur case noire a7 · Pion noir sur case blanche d7 · Roi noir sur case noire a3 · Pion blanc sur case noire f2 · Pion blanc sur case noire h2 · Roi blanc sur case blanche h1 | 6 |
| 5 | Pion noir sur case noire a7 · Pion noir sur case blanche d7 · Roi noir sur case noire a3 · Pion blanc sur case noire f2 · Pion blanc sur case noire h2 · Roi blanc sur case blanche h1 | Pion noir sur case noire a7 · Pion noir sur case blanche d7 · Roi noir sur case noire a3 · Pion blanc sur case noire f2 · Pion blanc sur case noire h2 · Roi blanc sur case blanche h1 | Pion noir sur case noire a7 · Pion noir sur case blanche d7 · Roi noir sur case noire a3 · Pion blanc sur case noire f2 · Pion blanc sur case noire h2 · Roi blanc sur case blanche h1 | Pion noir sur case noire a7 · Pion noir sur case blanche d7 · Roi noir sur case noire a3 · Pion blanc sur case noire f2 · Pion blanc sur case noire h2 · Roi blanc sur case blanche h1 | Pion noir sur case noire a7 · Pion noir sur case blanche d7 · Roi noir sur case noire a3 · Pion blanc sur case noire f2 · Pion blanc sur case noire h2 · Roi blanc sur case blanche h1 | Pion noir sur case noire a7 · Pion noir sur case blanche d7 · Roi noir sur case noire a3 · Pion blanc sur case noire f2 · Pion blanc sur case noire h2 · Roi blanc sur case blanche h1 | Pion noir sur case noire a7 · Pion noir sur case blanche d7 · Roi noir sur case noire a3 · Pion blanc sur case noire f2 · Pion blanc sur case noire h2 · Roi blanc sur case blanche h1 | Pion noir sur case noire a7 · Pion noir sur case blanche d7 · Roi noir sur case noire a3 · Pion blanc sur case noire f2 · Pion blanc sur case noire h2 · Roi blanc sur case blanche h1 | 5 |
| 4 | Pion noir sur case noire a7 · Pion noir sur case blanche d7 · Roi noir sur case noire a3 · Pion blanc sur case noire f2 · Pion blanc sur case noire h2 · Roi blanc sur case blanche h1 | Pion noir sur case noire a7 · Pion noir sur case blanche d7 · Roi noir sur case noire a3 · Pion blanc sur case noire f2 · Pion blanc sur case noire h2 · Roi blanc sur case blanche h1 | Pion noir sur case noire a7 · Pion noir sur case blanche d7 · Roi noir sur case noire a3 · Pion blanc sur case noire f2 · Pion blanc sur case noire h2 · Roi blanc sur case blanche h1 | Pion noir sur case noire a7 · Pion noir sur case blanche d7 · Roi noir sur case noire a3 · Pion blanc sur case noire f2 · Pion blanc sur case noire h2 · Roi blanc sur case blanche h1 | Pion noir sur case noire a7 · Pion noir sur case blanche d7 · Roi noir sur case noire a3 · Pion blanc sur case noire f2 · Pion blanc sur case noire h2 · Roi blanc sur case blanche h1 | Pion noir sur case noire a7 · Pion noir sur case blanche d7 · Roi noir sur case noire a3 · Pion blanc sur case noire f2 · Pion blanc sur case noire h2 · Roi blanc sur case blanche h1 | Pion noir sur case noire a7 · Pion noir sur case blanche d7 · Roi noir sur case noire a3 · Pion blanc sur case noire f2 · Pion blanc sur case noire h2 · Roi blanc sur case blanche h1 | Pion noir sur case noire a7 · Pion noir sur case blanche d7 · Roi noir sur case noire a3 · Pion blanc sur case noire f2 · Pion blanc sur case noire h2 · Roi blanc sur case blanche h1 | 4 |
| 3 | Pion noir sur case noire a7 · Pion noir sur case blanche d7 · Roi noir sur case noire a3 · Pion blanc sur case noire f2 · Pion blanc sur case noire h2 · Roi blanc sur case blanche h1 | Pion noir sur case noire a7 · Pion noir sur case blanche d7 · Roi noir sur case noire a3 · Pion blanc sur case noire f2 · Pion blanc sur case noire h2 · Roi blanc sur case blanche h1 | Pion noir sur case noire a7 · Pion noir sur case blanche d7 · Roi noir sur case noire a3 · Pion blanc sur case noire f2 · Pion blanc sur case noire h2 · Roi blanc sur case blanche h1 | Pion noir sur case noire a7 · Pion noir sur case blanche d7 · Roi noir sur case noire a3 · Pion blanc sur case noire f2 · Pion blanc sur case noire h2 · Roi blanc sur case blanche h1 | Pion noir sur case noire a7 · Pion noir sur case blanche d7 · Roi noir sur case noire a3 · Pion blanc sur case noire f2 · Pion blanc sur case noire h2 · Roi blanc sur case blanche h1 | Pion noir sur case noire a7 · Pion noir sur case blanche d7 · Roi noir sur case noire a3 · Pion blanc sur case noire f2 · Pion blanc sur case noire h2 · Roi blanc sur case blanche h1 | Pion noir sur case noire a7 · Pion noir sur case blanche d7 · Roi noir sur case noire a3 · Pion blanc sur case noire f2 · Pion blanc sur case noire h2 · Roi blanc sur case blanche h1 | Pion noir sur case noire a7 · Pion noir sur case blanche d7 · Roi noir sur case noire a3 · Pion blanc sur case noire f2 · Pion blanc sur case noire h2 · Roi blanc sur case blanche h1 | 3 |
| 2 | Pion noir sur case noire a7 · Pion noir sur case blanche d7 · Roi noir sur case noire a3 · Pion blanc sur case noire f2 · Pion blanc sur case noire h2 · Roi blanc sur case blanche h1 | Pion noir sur case noire a7 · Pion noir sur case blanche d7 · Roi noir sur case noire a3 · Pion blanc sur case noire f2 · Pion blanc sur case noire h2 · Roi blanc sur case blanche h1 | Pion noir sur case noire a7 · Pion noir sur case blanche d7 · Roi noir sur case noire a3 · Pion blanc sur case noire f2 · Pion blanc sur case noire h2 · Roi blanc sur case blanche h1 | Pion noir sur case noire a7 · Pion noir sur case blanche d7 · Roi noir sur case noire a3 · Pion blanc sur case noire f2 · Pion blanc sur case noire h2 · Roi blanc sur case blanche h1 | Pion noir sur case noire a7 · Pion noir sur case blanche d7 · Roi noir sur case noire a3 · Pion blanc sur case noire f2 · Pion blanc sur case noire h2 · Roi blanc sur case blanche h1 | Pion noir sur case noire a7 · Pion noir sur case blanche d7 · Roi noir sur case noire a3 · Pion blanc sur case noire f2 · Pion blanc sur case noire h2 · Roi blanc sur case blanche h1 | Pion noir sur case noire a7 · Pion noir sur case blanche d7 · Roi noir sur case noire a3 · Pion blanc sur case noire f2 · Pion blanc sur case noire h2 · Roi blanc sur case blanche h1 | Pion noir sur case noire a7 · Pion noir sur case blanche d7 · Roi noir sur case noire a3 · Pion blanc sur case noire f2 · Pion blanc sur case noire h2 · Roi blanc sur case blanche h1 | 2 |
| 1 | Pion noir sur case noire a7 · Pion noir sur case blanche d7 · Roi noir sur case noire a3 · Pion blanc sur case noire f2 · Pion blanc sur case noire h2 · Roi blanc sur case blanche h1 | Pion noir sur case noire a7 · Pion noir sur case blanche d7 · Roi noir sur case noire a3 · Pion blanc sur case noire f2 · Pion blanc sur case noire h2 · Roi blanc sur case blanche h1 | Pion noir sur case noire a7 · Pion noir sur case blanche d7 · Roi noir sur case noire a3 · Pion blanc sur case noire f2 · Pion blanc sur case noire h2 · Roi blanc sur case blanche h1 | Pion noir sur case noire a7 · Pion noir sur case blanche d7 · Roi noir sur case noire a3 · Pion blanc sur case noire f2 · Pion blanc sur case noire h2 · Roi blanc sur case blanche h1 | Pion noir sur case noire a7 · Pion noir sur case blanche d7 · Roi noir sur case noire a3 · Pion blanc sur case noire f2 · Pion blanc sur case noire h2 · Roi blanc sur case blanche h1 | Pion noir sur case noire a7 · Pion noir sur case blanche d7 · Roi noir sur case noire a3 · Pion blanc sur case noire f2 · Pion blanc sur case noire h2 · Roi blanc sur case blanche h1 | Pion noir sur case noire a7 · Pion noir sur case blanche d7 · Roi noir sur case noire a3 · Pion blanc sur case noire f2 · Pion blanc sur case noire h2 · Roi blanc sur case blanche h1 | Pion noir sur case noire a7 · Pion noir sur case blanche d7 · Roi noir sur case noire a3 · Pion blanc sur case noire f2 · Pion blanc sur case noire h2 · Roi blanc sur case blanche h1 | 1 |
|   | a | b | c | d | e | f | g | h |   |

Dans le diagramme de gauche (diagramme 1), les Blancs gagnent en jouant : 1. d4, Rg5 ; 2. Rf7, Rf5 ; 3. d5, Re5 ; 4. e4. 
Maintenant, si les Noirs jouent 4... b5, les Blancs gagnent par 5. Re7, b4 ; 6. d6, b3 ; 7. d7, b2 ; 8. d8=D, b1=D ; 9. Dd6+, Rxe4 ; 10. Dg6+ qui gagne la Dame. 
Si les Noirs jouent 4... a5, les Blancs gagnent par 5. Re7, a4 ; 6. d6, a3 ; 7. d7, a2 ; 8. d8=D, a1=D ; 9. Dh8+ qui gagne la Dame. 
Si les Noirs jouent 4... h5, les Blancs gagnent par 5. Re7, h4 ; 6. d6, h3 ; 7. d7, h2 ; 8. d8=D, h1=D ; 9. Dd6+, Rxe4 ; 10. Dc6+ qui gagne la Dame. 

Dans le diagramme de droite (diagramme 2), les Blancs gagnent en jouant : 1. f4, Rb4 ; 2. h4, d5 ; 3. f5, Rc5 ; 4. h5, d4 ; 5. f6, Rd6 ; 6. h6, d3 ; 7. f7, Re7 ; 8. h7, d2 ; 9. f8=D+, Rxf8 ; 10. h8=D+